# Theodoros Zagorakis
Theodoros Zagorakis (řecky Θεόδωρος Ζαγοράκης; * 27. října 1971) je bývalým prezidentem řeckého fotbalového klubu PAOK FC. Je to také bývalý řecký fotbalový reprezentant, kapitán řeckého mužstva, které vyhrálo Mistrovství Evropy ve fotbale 2004. Theodoros Zagorakis byl na tomto turnaji vyhlášen nejlepším hráčem, a dostal se také do ideální sestavy turnaje podle UEFA. Stal se členem FIFA Century Clubu, který sdružuje hráče, kteří odehráli 100 a více zápasů v reprezentaci. Celkem odehrál za řecký národní tým 120 zápasů a vstřelil 3 góly.
V dubnu 2014 vstoupil do politiky, jeho jméno se objevilo na kandidátce středopravicové strany Nová demokracie řeckého premiéra Antonise Samarase.